# Lago Stuart
El lago Stuart (del inglés: Stuart lake) o  Nak'albun (en idioma dakelh) es un lago de Canadá localizado en el interior de la provincia de la Columbia Británica, en su parte norte, y es el origen del río Stuart, el principal afluentes del río Nechako, a su vez afluente del río Fraser. La ciudad de Fort St. James se encuentra a orillas del lago, cerca de la salida del río Stuart. El lago tiene 66 km de largo, 10 km de ancho y es relativamente poco profundo, con una profundidad media de 26 m. El lago descarga 4,1 km³/año. Forma parte del grupo de lagos de Nechako, un término informal que se usa para designar un conjunto de lagos situados en la meseta Nechako, que comprende los lagos Babine (495 km²), Francois (257,8 km²), Ootsa (404 km²), Trembluer, Takla y el propio Stuart.
El lago Stuart permite realizar muchas actividades de recreo; en verano, paseos en bote, esquí acuático, pesca, natación y tomar el sol en sus playas de arena o varias visitas a antiguas áreas aborígenes con pictografías; y en invierno, motos de nieve, pesca en hielo, vela en hielo y trineos tirados por perros. Hay dos campamentos, el del parque provincial, Paarens Beach (Paarens Beach Provincial Park) y el del parque provincial Sowchea Bay (Sowchea Bay Provincial Park), que se encuentran en la ribera sur del lago, y hay varios moteles, albergues y cámpines privados en la zona. Hay atraques disponibles en varios puertos deportivos.
Fort St. James tiene varios aserraderos al igual que varias pequeñas comunidades aborígenes en la cuenca. El lago está normalmente cubierto de hielo a partir de mediados de diciembre hasta mediados de abril. En el lago Stuart hay trucha arco iris, char o trucha de lago y lotas.

## Historia
El lago Stuart es importante en la historia de la Columbia Británica, siendo la localización de uno de los más antiguos asentamientos no nativos en la provincia, Fort St. James. El primer no nativo del que se tiene constancia que visitó el lago fue James McDougall en 1806. Las exploraciones que llevó a cabo McDougall lo fueron como asistente de Simon Fraser. Fraser y otros miembros de su expedición establecieron pronto un puesto comercial de la Compañía del Noroeste, dejando en el invierno una guarnición encabezada por uno de los empleados, John Stuart, en cuyo honor se nombró el lago.
El nombre original, en el lenguaje dakelh, es Nak'albun, literalmente, monte lago Pope, por el nombre de la montaña que le domina, Nak'al, conocida en inglés como Mount Pope.